# Tadeusz Przemysław Grocholski
Tadeusz Przemysław Michał Grocholski herbu Syrokomla (ur. 3 maja 1839 w Pietniczanach, zm. 29 lipca 1913 w Strzyżawce) – malarz, ziemianin.
Syn Henryka Cypriana Grocholskiego i Ksawery Franciszki Brzozowskiej herbu Belina. Prawnuk Marcina Grocholskiego, kasztelana i ostatniego wojewody bracławskiego. Był bratem Marii Cecylii, Stanisława Wincentego i Heleny. 
Absolwent szkoły podchorążych gwardii w Petersburgu. Porucznik gwardii konnej do 1859 r. Następnie studiował malarstwo w Paryżu (u Léona Bonnata), Madrycie, Monachium, Wiedniu (u C.Griepenkerla) i w Krakowie, gdzie zetknął się z Matejką i J. Kossakiem. W 1860 wraz z siostrą Marią przebywał w Biarritz, gdzie rysowali pejzaże i portrety. Najwcześniejsze znane prace Grocholskiego pochodzą z 1858 roku, z czasów prywatnych studiów malarskich w Petersburgu. Z kolei z pobytu w Odessie pochodzą portrety tamtejszych nauczycieli rysunków: Kochlera i Fr.Mahlmanna.
Po śmierci ojca w 1866 r. zajął się gospodarowaniem w rodzinnym majątku. 
Ożenił się 30 sierpnia 1886 r. z Zofią Marią Zamoyską, córką Stanisława Kostki Zamoyskiego (1820–1889). Ślub odbył się w Warszawie, w kościele św. Krzyża. Następnie państwo młodzi zamieszkali w przygotowanej dla nich Strzyżawce.
Ówczesna Strzyżawka w powiecie winnickim posiadała cegielnię, dwa młyny i gorzelnię założoną w 1850 r. W Stepanówce Grocholskiego funkcjonowała od 1866 r. cukrownia, zatrudniająca 700 ludzi i posiadająca 22 dyfuzory mieszczące 3520 wiader. W 1886/1887 r. przerobiono w niej 199 923 berkowce buraków.
Był wiceprezesem Podolskiego Towarzystwa Rolniczego w Winnicy. Wraz ze starszym bratem Stanisławem (1835–1907) organizował wystawy rolnicze oraz bank włościański. 
Prowadząc działalność gospodarczą, jednocześnie malował, głównie sceny z życia ludu, portrety (m.in. portret Władysława Czartoryskiego), obrazy religijne. W l. 1881-1901 brał udział w wystawach TPSP w Krakowie. We Lwowie na wystawie malarstwa polskiego otrzymał w 1894 r. srebrny medal. Wystawiał także w Paryżu i w Zachęcie. Wspólnie z Izabellą Działyńską malował freski w Gołuchowie. Był także mecenasem, wspierającym artystyczne talenty, m.in. pomógł Kazimierzowi Pochwalskiemu, a także na swój koszt wysłał na studia do Rzymu Jana Zasiedatela, chłopa ze swych posiadłości. 
Tadeusz i Zofia Grocholscy mieli ośmioro dzieci Tadeusza Henryka Ksawerego (1887–1920), Remigiusza Adama (1888–1965), Zofię (1889–1969), Michała (1891–1924), Annę (1892–1977), Stanisława (1894–1895), Henryka (1896–1939), Ksawerego (1903–1947).